# Razze di pollo
Nel corso dei secoli sono state create e selezionate centinaia di razze di pollo in tutto il mondo, molte delle quali sono completamente differenti l'una dall'altra. La grande varietà morfologica presente nelle razze di pollo è stata garantita dall'isolamento di determinate aree geografiche unitamente alla selezione umana mirata ad ottenere precise caratteristiche.
I tratti principali che caratterizzano una razza, e quindi la differenziano da tutte le altre sono: taglia, forma del corpo, posizione e portamento, forma della cresta, colore degli orecchioni, colore della pelle, tipologia e quantità di piumaggio, colore dell'uovo. Ogni razza può presentarsi in diverse colorazioni, ma alcune hanno un'unica varietà di colore, che spesso le distingue dalle altre razze. Inoltre, le razze possono essere caratterizzate da tratti non morfologici, come il carattere ed il comportamento, la tonalità di voce e la lunghezza del canto del gallo o la produzione di uova.
L'uomo ha selezionato le razze di pollo in base a vari scopi, dei quali i più importanti sono:
- razze da combattimento,
- razze da uova,
- razze da carne,
- razze a duplice attitudine (uova e carne),
- razze ornamentali e da esposizione.

Nel corso del XIX secolo sono iniziate a sorgere le associazioni avicole, sia nel vecchio che nel nuovo continente, e di conseguenza sono sorti anche i primi standard di razza pura. Lo standard ha lo scopo di fissare le caratteristiche tipiche di ogni razza, illustrando come si presenta tramite un'accurata descrizione e un'immagine.
Prima dell'avvento dell'avicoltura industriale molte razze venivano create seguendo scopi alimentari; poi, verso la metà del XX secolo, le razze pure da reddito sono state a mano a mano sostituite dagli ibridi commerciali. Tuttavia, alla base della creazione di questi ibridi rimangono le razze pure.
Tra la fine del XX e l'inizio del XXI secolo, anche le razze da reddito create nei secoli precedenti vengono allevate principalmente a fini di conservazione e sportivi, al pari delle razze ornamentali e da compagnia. Ogni associazione nazionale e regionale avicola organizza particolari esposizioni, chiamate mostre avicole, in cui i soggetti esposti possano essere sottoposti alla visione di giudici qualificati e riconosciuti ufficialmente dall'associazione. Durante queste esposizioni viene poi nominato il Campione di Razza e il Campione di Colorazione per ogni razza esposta.

## A
- Alsaziana
- Altsteirer
- Amburgo
- Amburgo nana
- Ameraucana
- Amrocks
- Ancona

- Andalusa
- Appenzel barbuta
- Appenzel con ciuffo
- Araucana
- Araucana inglese
- Araucana nana
- Ardennese

- Arricciata
- Aseel
- Assendelfter
- Asyl
- Augsburger
- Augusta
- Australorp
- Ayam Cemani

## B
- Bantam di Giava
- Barbuta d'Anversa
- Barbuta di Boitsfort
- Barbuta d'Everberg
- Barbuta d'Uccle
- Barbuta di Grubbe
- Barbuta di Turingia
- Barbuta di Watermael
- Barnevelder
- Bassette
- Basso Reno (o Nederrijns hoen)

- Beijing
- Belga nana
- Bergische Schlotterkämmer
- Bian
- Bianca di Saluzzo
- Bielefelder
- Bionda piemontese
- Blu d'Olanda
- Boffa
- Bourbonnaise
- Bourbourg

- Brabante belga (o Brabançonne)
- Brabante olandese
- Brahma
- Brakel
- Breda
- Bresse
- Broiler
- Buckeye
- Buff Baier

## C
- Campine
- Canterino di montagna
- Castigliana
- Catalana del Prat
- Caumont
- Chabo
- Chantecler
- Charollaise
- Chahua
- Chengdu
- Chinese game
- Ciuffata olandese (o Polish)
- Ciuffina Ghigi
- Civetta barbuta olandese

- Cocincina
- Cocincina Nana
- Collo nudo di Forez
- Collo nudo di Transilvania
- Collo nudo italiana
- Combattente Australiano
- Combattente del nord
- Combattente di Bruges
- Combattente di Liegi
- Combattente indiano (o Cornish)
- Combattente inglese antico nano
- Combattente inglese moderno
- Combattente inglese moderno nano
- Combattente malese

- Combattente nudo del Madagascar
- Combattente shamo (O-Shamo, Chu-Shamo)
- Combattente di Tirlemont
- Combattente vietnamita
- Contres
- Cornuta di Caltanissetta
- Cotentine
- Courtes-Pattes
- Cresta piegata di montagna
- Crèvecoeur
- Croad langshan
- Cubalaya
- Cucula di fiandra
- Cucula di Iseghen (o Izegem?)
- Cucula di Rennes

## D
- Dagu
- Delaware
- Deutsche Sperber
- Denizli

- Dominicana
- Dorking
- Drente
- Dresdener

## E
- Egyptian Fayoumi (o Bigawi)
- Emei
- Empordanesa

- Ermellinata di Rovigo
- Estaires

## F
- Famennoise
- Faverolles
- Frisia

- Frizzle (o Pollo a Penna Riccia/Arricciata)
- Fulva di Hesbaye
- Fulva di Méhaigne

## G
- Gabbiano della Frisia orientale
- Gabbiano di Groninga
- Gatinaise

- Gauloise
- Gournay
- Gushi

## H
- Herve
- Hetian
- Houdan
- Huiyang

## I
- Istriana (estinta)
- Italiener
- Ixworth
- Iorillo

## J
- Java
- Jersey gigante
- Jingyuang

## K
- Koeyoshi
- Ko Gunkei
- Ko-Shamo

- Kraienkoppe
- Krüper

## L
- La Flèche
- Lakenvelder
- Lamona
- Landaise
- Langshan cinese
- Langshan croad
- Langshan tedesca
- Langshan tedesco Nano
- Legbar crema

- Leghorn
- Le Mans
- Limousine
- Lincolnshire Buff
- Lindian
- Lionese
- Livorno
- Liyang
- Luyuang

## M
- Malines
- Mantes
- Marans
- Marans Inglese
- Marsh Daisy
- Mericanel della Brianza
- Merlerault

- Meusienne
- Millefiori di Lonigo
- Millefiori Piemontese
- Minorca
- Modenese
- Moroseta
- Mugellese

## N
- Nana calzata
- Nankino
- Nederrijns hoen (o Basso Reno)

- Nera di Berry
- Nera di Challans
- New Hampshire
- New Yangzhou

## O
- Ohiki
- Olandese con ciuffo
- Olandese nana
- Orloff

- Orpington
- Ostfriesische Moeven
- Ovaiola della Westphalia

## P
- Padovana
- Padovana riccia
- Pavilly
- Penedesenca
- Pengxiang
- Pepoi
- Phoenix Onagadori
- Phoenix Shokoku
- Pictave

- Pinta asturiana
- Plymouth rock
- Pollo della Frisia
- Pollo del Marocco
- Pollo della Sassonia
- Pollo dell'Olanda del nord
- Pollo svizzero
- Polverara
- Putong

## Q
- Quingyang

## R
- Ramelsloher
- Redcap
- Regno tedesco
- Renania
- Rheinlaender
- Rhodebar

- Rhode Island
- Robusta Lionata
- Robusta Maculata
- Romagnola
- Rossa di Calabria (estinta)
- Ruhla nana

## S
- Sachsenhuhn
- Satsuma-Dori
- Scots Dumpy
- Scots grey
- Sebright
- Senza coda

- Serama
- Shouguang
- Siamese Nana
- Siberiana calzata
- Sicilian Buttercup
- Siciliana
- Silkies cinese

- Spagnola a faccia bianca
- Sparviero tedesco
- Sulmtaler
- Sultano
- Sumatra
- Sundheimer
- Sussex

## T
- Tauyang
- Tedesca nana
- Tibitan
- Tomaru

- Totenko
- Tournaisis
- Tuzo
- Twentse

## U
- Urshaki

## V
- Valdarnese
- Valdarno
- Vecchia Stiria
- Vorwerk

## W
- Waasse Bantam
- Welsumer
- Westfalische totleger

- Wunding
- Wyandotte

## X
- Xianju
- Xiayng
- Xinghua

## Y
- Yamato
- Yokohama

## Z
- Zampe corte
- Zingem leghoen
- Zingem vleeshoen
- Zottgem